# Martin Behaim
Martin Behaim, conocido también como Martín de Bohemia (Núremberg, 6 de octubre de 1459-Lisboa, 29 de julio de 1507), fue un comerciante, astrónomo, navegante y geógrafo alemán que prestó servicios a Portugal, donde radicó prácticamente la mitad de su vida. También fue célebre por haber construido el globo terráqueo más antiguo que se conserva.

## Su comienzo
Nació en Núremberg, Franconia Central, actualmente Baviera. Perteneció a una rica familia de comerciantes judíos originarios de Bohemia que se establecieron en la ciudad a inicios del siglo XIV. Fue el mayor de siete hermanos. Su padre fue un importante comerciante que en sus primeros años tuvo negocios en lugares tan alejados como Venecia y que más tarde, en 1461, llegó a ser elegido senador. Este moriría en 1474: varios años antes que su madre, Agnes Schopper, fallecida el 8 de julio de 1487. 
En su juventud, estaba decidido a tomar una carrera comercial y fue educado de manera integral para dicha labor. Obtuvo experiencia a partir de los negocios de su padre; luego de la muerte de este, se unió con su tío Leonhard Behaim junto con Bartels von Eyb, amigo de la familia Behaim y uno de los ejecutores del testamento de la madre de Martin.

## Estancia en los Países Bajos
En 1476, Martin buscó aplicar sus conocimientos mercantiles y técnicos como aprendiz de comerciante; se reunió con Jorius van Dorpp, un vendedor de ropas de la ciudad de Malinas, con quien permaneció alrededor de un año. En ese tiempo, juntos visitaron las ferias de Fráncfort, donde Martin pudo poner en práctica sus conocimientos de mercadería. Sin embargo, a inicios de 1477, los caminos que conducían a la feria no resultaban seguros para los viajeros, por lo que van Dorpp prefirió vender sus ropas a un comerciante alemán en Amberes. A finales de año, y por deseos de su madre, Martin regresó a la feria de otoño de Fráncfort y se reencontró con von Eyb, quien lo ayudó en sus actividades.
En 1478, mientras trabajaba en la feria de otoño de Fráncfort, escribió una carta a su tío Leonhard (fechada el 18 de septiembre), en la que expresaba que ya no quería trabajar en Malinas para seguir mejorando su experiencia como comerciante. Fue por entonces que Martin se trasladó a una tienda de teñido de ropa administrada por Fritz Heberlein (nativo de Núremberg pero establecido en Amberes), donde aprendió aritmética. En una carta del 8 de junio de 1479, enviada a su tío Leonhard, expresaba que allí podía experimentar el aprendizaje de una mejor manera. Culminaba así su práctica como aprendiz de comerciante.

## Estancia en Portugal
Martin fue por primera vez a Lisboa en junio de 1484, con el objetivo de comerciar en ese país; en aquella época se habían establecido relaciones comerciales entre Portugal de un lado, y Flandes, la Liga Hanseática y algunas ciudades de la Alta Alemania, por el otro.
Poco tiempo después se hizo amigo de Josse van Hurter, capitán donatario de Isla de Faial e Isla del Pico en las Azores, cuya hija Joanna de Macedo se convirtió en esposa de Martin (ocurrió en 1488 o antes, y tuvieron un hijo que nació el 6 de abril de 1489). Esta conexión con van Hurter conllevó a que pudiera tener acceso a la Corte y a la aristocracia portuguesa. Así pudo Martin establecerse comercialmente y residir en Faial y logró asistir a su suegro en la administración del territorio.
Martin fue nombrado caballero por el rey Juan II de Portugal, el 18 de febrero de 1485. No se conoce la razón exacta del nombramiento, pero las causas más probables pueden ser la de haber servido como astrónomo y cartógrafo o la de haber participado en una de las numerosas batallas que libraban los portugueses en Ceuta o contra los moros en África.
Es posible que hubiera conocido a Cristóbal Colón durante la visita de este último a Portugal y que llegasen a discutir acerca de un proyecto para el descubrimiento de las Indias por el oeste; este hecho fue relatado por Antonio de Herrera en su Historia General de las Indias; cuando explica el descubrimiento de Colón y sus viajes, añade que Colón «confirmó su opinión con su amigo Martín de Bohemia, un portugués, oriundo de la isla de Fayal, un cosmógrafo de gran criterio».

### Miembro de laJunta dos Mathematicos
El rey Juan II fue conocido en varias ocasiones por hacer consultas científicas y técnicas con sabios que eran de su confianza y tenían disposición. Es así que Martin logró pertenecer a la Junta dos Mathematicos entre 1484 y 1485. Su tarea era determinar varios métodos para medir la latitud a partir de la altitud de los meridianos del Sol, debido a que la Estrella Polar que servía de referencia en el pasado, no era útil para los navegantes portugueses que cruzaban el ecuador, ya que dicha estrella no era visible en el hemisferio sur y causaba graves problemas de desorientación.
Según João de Barros, la Junta dos Mathematicos estaba formada por los físicos maestro Rodrigo y maestro Josepe, que era judío; y por Martín de Bohemia, oriundo de ese país y que fue discípulo de Johann Müller Regiomontano, un conocido astrónomo de la época.
Al final dicha Junta descubrió la manera de navegar mediante tablas de declinación del Sol; los portugueses fueron los primeros en aplicarlas. Este método tuvo bastante aceptación: sería utilizado por varias décadas, ya que los cálculos eran más versátiles en comparación con el astrolabio.

## Viaje a África
Existen dos referencias en las cuales se habla que Martin participó como navegante y cartógrafo en un viaje a África. La primera es el mismo globo terráqueo, que diseñó años después; la segunda se encuentra en el Liber Chronicarum Secunda Etas Mundi, compilado originalmente en latín por Hartmann Schedel y publicado el 12 de julio de 1493 (justo durante la partida de Behaim de Núremberg), traducido al alemán por Georg Alt, escribano del pueblo. El original fue escrito con letra legible, sin embargo el texto que refiere a Martin fue añadido en el margen, con una letra más corrida; en la traducción al alemán dicho texto aparece íntegro. Esto prueba que la información fue escrita por el editor después de haber completado la obra en latín pero antes que Alt lo tradujera; esto puede significar que el mismo Martin haya aportado dicha información al libro.
Según estas referencias, en 1484 el rey Juan II despachó dos carabelas comandadas por Diogo Cão y por Martin Behaim, cuyo objetivo era recorrer el continente africano. Negociaron con la tribu wólof y con los habitantes de Gambia, navegaron al este y llegaron a las islas de Guinea, incluyendo la Ínsula Martini. Lograron cruzar el ecuador, y siguieron navegando hacia el sur, hasta los 37° de latitud sur, alcanzaron el cabo del monte Negro, en el extremo meridional de África, donde el 18 de enero de 1485 erigieron una columna de piedra. Doblando este cabo navegaron otras 260 leguas, hasta el cabo Ledo, desde donde regresaron. Se cree que visitaron la tierra del rey Furfur, donde crecía la pimienta. Regresaron a Lisboa después de 19 meses y trajeron granos y especias, entre ellas pimienta y canela; de esta última se decía que fue descubierta más allá de la tierra del rey Furfur.
Aunque realmente no se sabe si estas referencias eran creíbles o eran parte de una glorificación de parte del mismo Martin, lo cierto es que la expedición de Diogo Cão, llegó al poderoso reino de Mani Congo y hasta la desembocadura del río Congo, a 1º 50' al sur del Ecuador. Cabe también señalar que es conocido que Bartolomeu Dias regresó en 1488 a Lisboa luego de haber doblado el cabo de Buena Esperanza y haber alcanzado el extremo meridional de África. Es posible que Martin no haya querido aceptar dicho hecho, y se refleja en su globo que quiso demostrar que tanto Cão como Martin fueron los que doblaron dicho cabo tres años antes.

## Regreso a Núremberg

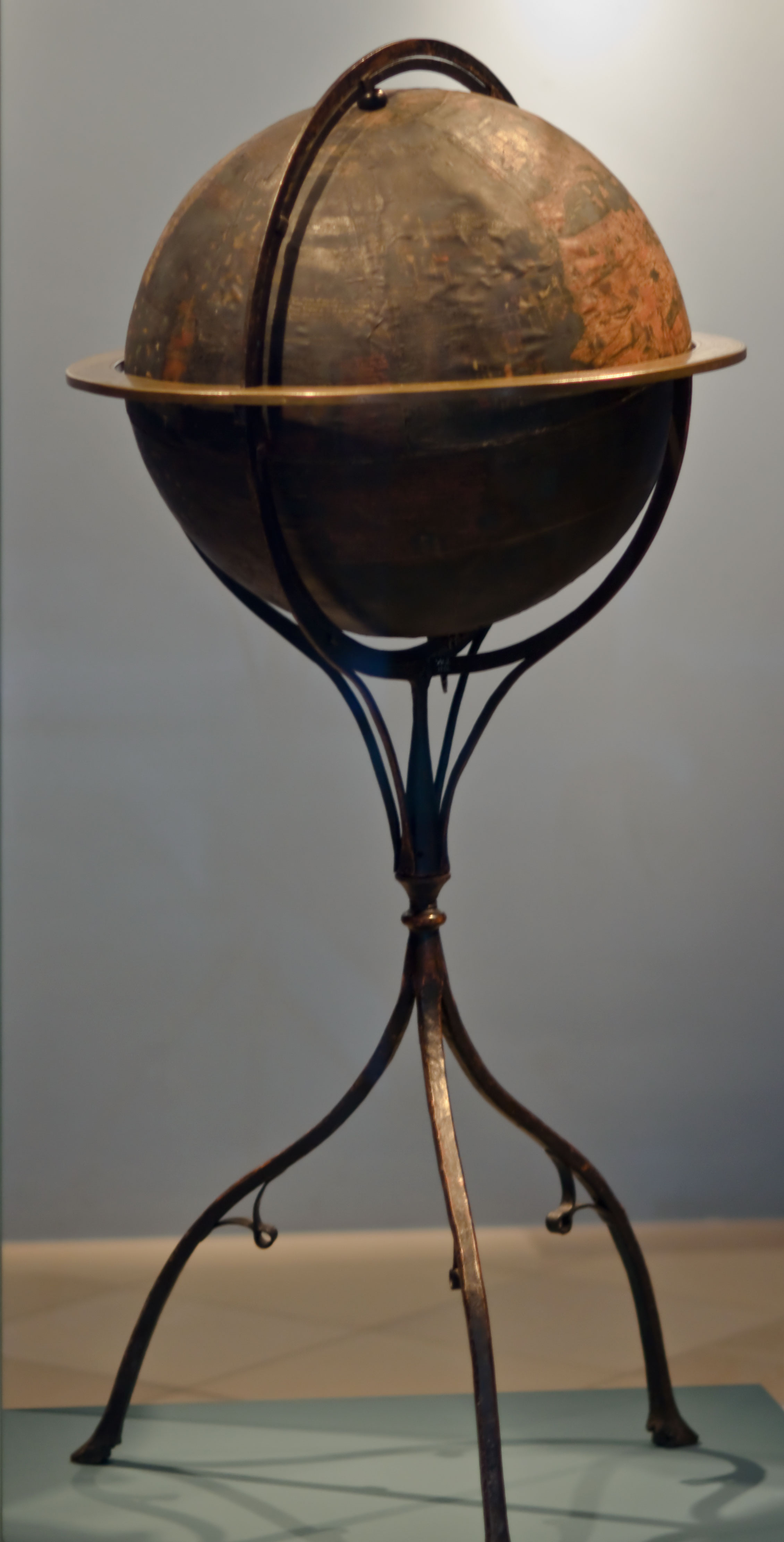
El Erdapfel, obra de Martin Behaim (Germanisches Nationalmuseum, Núremberg).

En 1490 Martin dejó Portugal para visitar su natal Núremberg, con el objetivo principal de realizar negocios, aunque en parte también llegó en busca de la herencia que distribuyó su madre, quien había muerto hacía tres años. En ese tiempo Martin logró realizar sus negocios de manera satisfactoria, y tenía pensando regresar a Portugal; sin embargo, Georg Holzschuher, miembro del consejo de la ciudad, le pidió a Martin que le hiciera un favor: este era el de construir un globo terráqueo.
Holzschuher había visitado Egipto y la Tierra Santa en 1470 y tenía interés en el progreso de los descubrimientos geográficos. Fue el que pidió a Behaim si pudiera construir dicho globo, en el que se basarían en los recientes descubrimientos hechos por los portugueses. Martin aceptó dicha oferta y se propuso a hacer dicho instrumento.
La elaboración del globo terráqueo reflejaba todas las tierras descubiertas por los exploradores antes del descubrimiento de América en 1492. El globo, conocido como Erdapfel (literalmente, «manzana de la Tierra») mide 507 mm de diámetro, no indica una red moderna de latitud y longitud pero representa el ecuador, un meridiano, los trópicos y las doce constelaciones del zodíaco. Dicho globo contiene los errores que posee el mapa de Paolo Toscanelli. Posee además figuras representativas de los países mostrados y una información corta de estos, incluyen dibujos de figuras de sus habitantes. Actualmente el Erdapfel se encuentra en el museo de Núremberg (Museo Nacional Germano) y se conocen varios facsímiles de este único globo terráqueo.

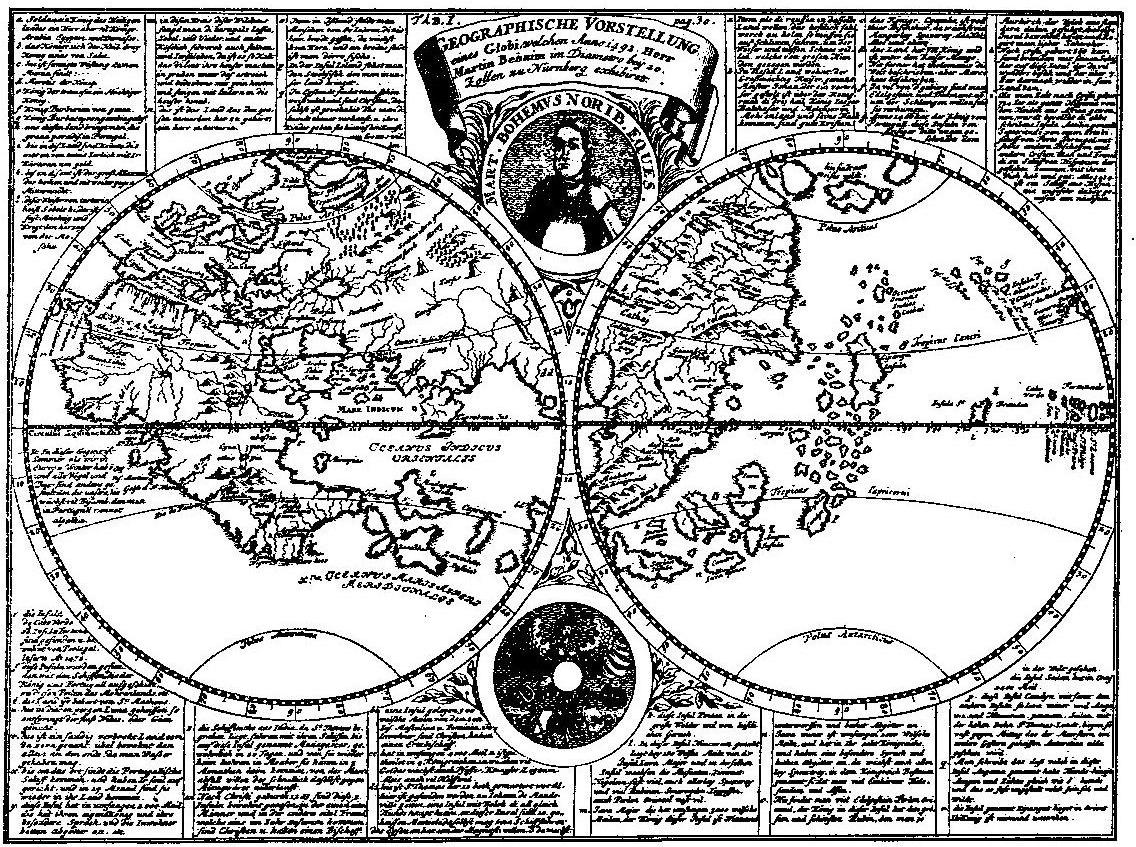
Carta de 1889 que muestra su efigie y los hemisferios del globo terráqueo de 1492.

## Ocaso y muerte

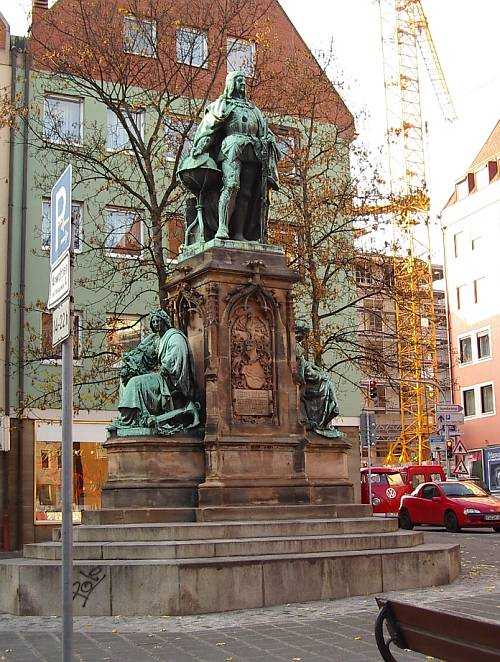
Monumento a Martin Behaim en Theresienplatz, Núremberg.

En julio de 1493, después de casi tres años, Martin dejó Núremberg y regresó a Portugal. Existe un testimonio de Antonio Pigafetta, el cronista de la vuelta al mundo llevada a cabo por la expedición de Magallanes y Elcano, según el cual Martín de Bohemia dibujó un mapa posterior al globo terráqueo que se conserva, en el cual estaba representada América, con el paso entre el océano Atlántico y el Pacífico. Pigafetta escribió lo siguiente: «Si no fuese por el saber del Capitán General, no se hubiese pasado por este estrecho, porque todos creíamos que estaba cerrado; pero él sabía que debíamos navegar por un estrecho muy escondido, habiéndolo visto en un mapa guardado en la Tesorería del Rey de Portugal, y hecho por Martín de Bohemia, hombre excelentísimo» (Antonio Pigafetta, Primo Viaggio intorno al globo). Este testimonio está confirmado por Antonio de Herrera, el más prestigioso historiador de Indias, quien relata cómo Magallanes al exponer su proyecto a los Ministros del Rey explicó que el estrecho figuraba «en una carta marina construida por Martín de Bohemia, portugués, natural de Fayal, cosmógrafo de gran reputación» (Herrera, Antonio, Crónica de los hechos de varones castellanos en Tierras de Indias). Este mapa se ha perdido, tal vez por contener datos geográficos de carácter reservado, que la Corona portuguesa no deseaba compartir con otras potencias marítimas como España o Inglaterra. Algunas referencias indican que Behaim estuvo en la isla de Faial realizando negocios hasta 1506, y después regresó a Lisboa. El 29 de julio de 1507, Martin murió muy pobre en el Hospital de Todos os Santos de Lisboa; las causas de su pobreza son aún desconocidas.

## Reconocimientos
- El cráter lunar Behaim lleva este nombre en su honor.[9]
- El asteroide (12145) Behaim también conmemora su nombre.[10]